# Josep Massot
Josep Massot i Muntaner (Pórtol, Baleares, 3 de noviembre de 1941 - Monistrol, Barcelona, 24 de abril de 2022) fue un monje benedictino, filólogo, historiador, ensayista español, director de las Publicaciones de la Abadía de Montserrat desde 1971.

## Biografía
Nació en 1941 en Pórtol, municipio de Marrachí. Estudió filología románica en la Universidad de Barcelona, donde se licenció en 1963. Entre 1970 y 1973 impartió clase en esta misma universidad y en 1973 fue nombrado secretario de la Asociación Internacional de Lengua y Literatura Catalanas. Miembro de la Sección Histórico-Arqueológica del Instituto de Estudios Catalanes y de la Real Academia de las Buenas Letras de Barcelona, fue conservador del fondo de la obra del Cancionero Popular de Cataluña y fundador de la Sociedad Catalana de Lengua y Literatura y de la revista Randa.

## Monasterio de Montserrat
En 1962 ingresó en la orden benedictina del Monasterio de Montserrat, siendo ordenado sacerdote en 1972. En 2010 publicó una edición actualizada de la "Història de Montserrat".

## Obra literaria
Interesado desde joven por los estudios históricos y lingüísticos, se especializó en la Edad Media así como en la postguerra o la historia de la Iglesia. Ha impulsado trabajos y homenajes sobre autores históricos de la cultura catalana, y estudios filológicos. Entre sus obras destacan:
- 1972: Els mallorquins i la llengua autòctona
- 1973: Aproximació a la història religiosa de la Catalunya contemporània
- 1976: La Guerra Civil a Mallorca
- 1977: Església i societat a la Mallorca del segle XX
- 1978: Cultura i vida a Mallorca entre la guerra i la postguerra (1930-1959)
- 1979: Els creadors del Montserrat modern. Cent anys de servei a la cultura catalana
- 1990: Els escriptors i la Guerra Civil a les Balears
- 1992: Els intel·lectuals mallorquins davant el franquisme
- 1996: El primer franquisme a Mallorca
- 1997: Guerra civil i repressió a Mallorca
- 1998: Tres escriptors davant la guerra civil
- 2002: Els viatges folklòrics de Marià Aguiló

También ha escrito a menudo en prensa y revistas especializadas, como por ejemplo, Els Marges, Serra d'Or, Lluc o Estudis Romànics. Publicó el Cançoner musical de Mallorca, obra de su abuelo, el músico y folklorista Josep Massot i Planes (1875-1943).

## Premios y distinciones
Fue galardonado, entre otros, con los siguientes premios:
- Premio Francesc de Borja Moll de los Premios 31 de diciembre de la Obra Cultural Balear (1989)
- Creu de Sant Jordi (1996)
- Premio Nacional de Cultura Popular (1997), concedido por la Generalidad de Cataluña.
- Premio Crítica Serra d'Or (1993)
- Doctor honoris causa por la Universidad de las Islas Baleares
- Premio de Honor de las Letras Catalanas (2012)